# 舒托 (俄克拉何马州)
舒托（英語：Chouteau，/ʃoʊˈtoʊ/）是美国奧克拉荷馬州梅斯縣第二大城镇。2010年的人口普查中舒托有人口2,097人，比2000年的人口普查的1,931人增加了8.6％。